# Union athlétique de Marseille
Ne doit pas être confondu avec Union athlétique Massilia.
L'Union athlétique de Marseille est un club omnisports français basé à Marseille. Son équipe masculine de basket-ball évolue dans l'élite du championnat de France dans les années 1940 ; il en est de même pour son équipe féminine de handball. 

## Histoire

### Basket-ball
L'UA Marseille accède en première division en 1947 après avoir été sacré champion de France Honneur. Le club remporte le Championnat de France de basket-ball 1947-1948 puis est finaliste du Championnat de France de basket-ball 1948-1949. Après la dissolution de l'équipe première à la fin de la saison 1949, les stars de l'équipe rejoignent l'Olympique de Marseille tandis que l'UA Marseille évolue en division nationale fédérale,.
L'Union athlétique de Marseille fusionne avec le Massilia Club en juillet 1951 pour former l'Union athlétique Massilia.

### Handball
Une section de handball à onze est active notamment dans les années 1940.
Ainsi, lors de la saison 1942-1943, les handballeuses de l'UA Marseille atteignent les quarts de finale du Championnat de France. Les hommes, eux, sont éliminés au 2e tour de la coupe de France 1949-1950 par le Stade Marseillais Université Club.

## Bilan saison par saison

### Basket-ball
Masculin
- 1935-1936 : 2e tour du Championnat de France Honneur (D2)[8]
- 1946-1947 : Champion de France Honneur (D2)
- 1947-1948 : Champion de France
- 1948-1949 : Vice-champion de France

Féminin
- 1947-1948 : participe au Championnat de France[9]

## Palmarès

### Basket-ball
- Championnat de France (1): 
  - Champion : 1948
  - Finaliste : 1949
- Championnat de France Honneur (1): 
  - Champion : 1947

## Sportifs passés par le club

### Basket-ball
- André Buffière[10]
- Robert Busnel[10]
- René Chocat[10]
- François Nemeth
- Pierre Raynaud[2]
- Jean-Pierre Salignon[10]
- Jean Swidzinski[10]